# Heilig Geist (Markoldendorf)

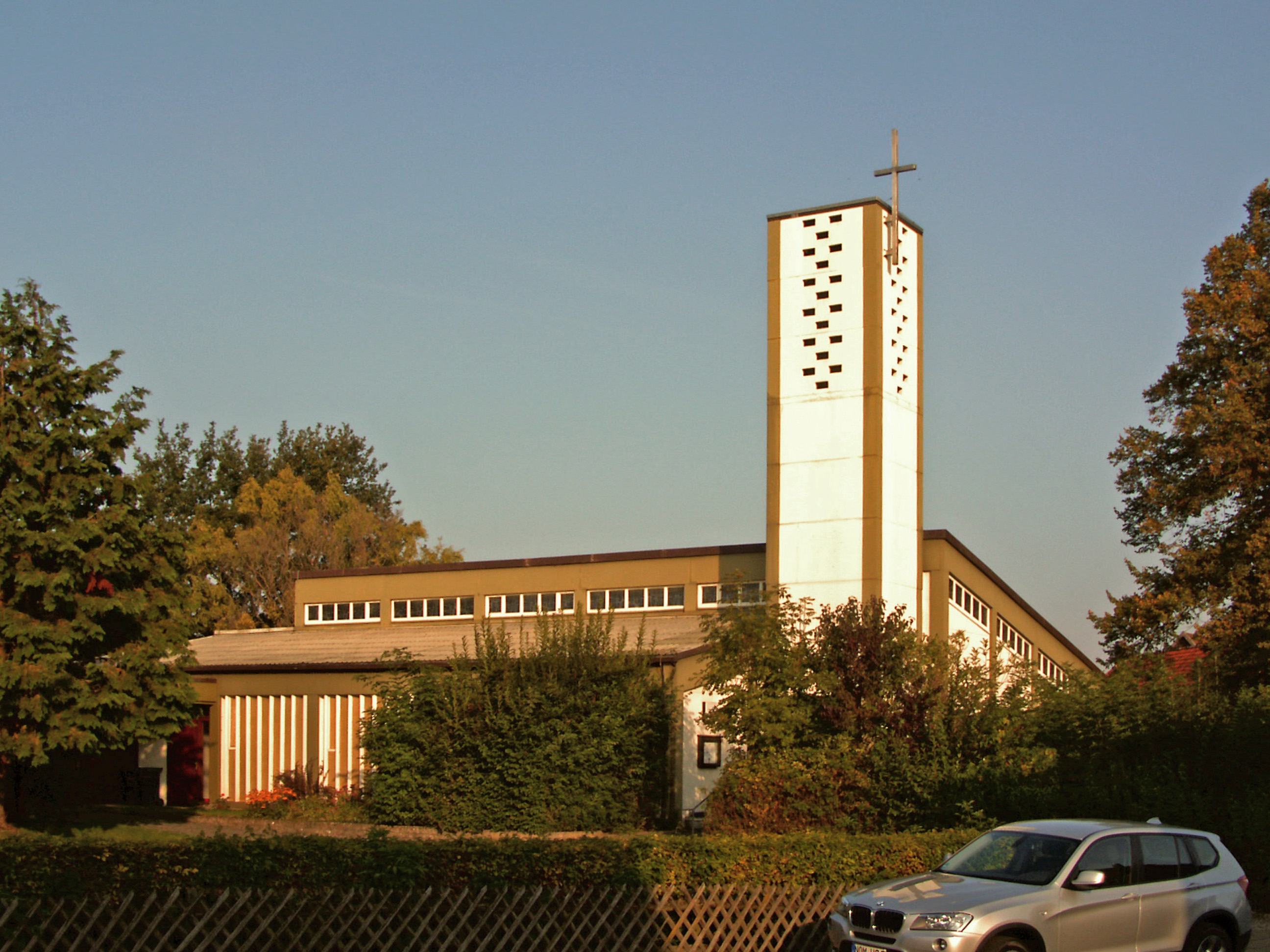
Heilig-Geist-Kirche (2011)

Die Kirche Heilig Geist war die katholische Kirche in Markoldendorf, einem Ortsteil der Stadt Dassel im Landkreis Northeim im Süden von Niedersachsen. Die nach dem Heiligen Geist benannte Kirche gehörte zuletzt zur Pfarrei St. Josef mit Sitz in Einbeck, im Dekanat Nörten-Osterode des Bistums Hildesheim.

## Geschichte
Zwischen 1540 und 1545 wurde in Markoldendorf, das damals zum Amt Erichsburg im Fürstentum Calenberg gehörte, durch Elisabeth von Brandenburg die Reformation eingeführt, wodurch die Bevölkerung und die Kirche von Markoldendorf protestantisch wurden.
Nachdem infolge des Zweiten Weltkriegs katholische Evakuierte aus dem Rheinland und katholische Heimatvertriebene aus Schlesien nach Markoldendorf und in die umliegenden Dörfer gekommen waren, bildete sich in Markoldendorf eine katholische Kirchengemeinde, so dass am 16. Oktober 1944 die Pfarrvikarie Markoldendorf gegründet wurde, die zur Pfarrgemeinde St. Michael in Dassel gehörte. Zeitweise wurden ihre Gottesdienste in einem Gasthaus gehalten. Später fanden die Gottesdienste im Sommer in der evangelischen St.-Martin-Kirche und im Winter in der evangelischen Marienkapelle statt.
Infolge des weiteren Anstiegs der Katholikenzahl und der Renovierungsbedüftigkeit der evangelischen Marienkapelle begann das Bistum Hildesheim 1963 mit der Planung einer eigenen Kirche für Markoldendorf. Am 3. September 1967 erfolgte die Grundsteinlegung der Heilig-Geist-Kirche. Am 3. Dezember 1967 wurde die Heilig-Geist-Kirche eingeweiht,  sie war eine Tochterkirche der St.-Michael-Kirche in Dassel. Zur Kirchengemeinde Markoldendorf gehörten neben Markoldendorf auch die Ortschaften Amelsen, Avendshausen, Dassensen, Deitersen, Eilensen, Ellensen, Holtensen, Hoppensen, Krimmensen, Lauenberg, Lüthorst, Portenhagen, Rengershausen, Vardeilsen und Wellersen.
1992 wurde aus den Pfarrgemeinden St. Josef in Einbeck und St. Michael in Dassel sowie der Pfarrvikarie Hl. Geist in Markoldendorf die Seelsorgeeinheit Einbeck – Dassel – Markoldendorf gebildet. 1992 bekam die Kirche auch eine neue Orgel.
Seit dem 1. März 2004 gehörte die Heilig-Geist-Kirche zum damals neu gegründeten Dekanat Nörten-Osterode, zuvor gehörte sie zum Dekanat Nörten.
Am 1. August 2004 entstand aus der Seelsorgeeinheit Einbeck – Dassel – Markoldendorf die heutige Pfarrgemeinde St. Josef, Einbeck und Dassel. Die Pfarrgemeinden St. Josef in Einbeck und St. Michael in Dassel sowie die Pfarrvikarie Hl. Geist in Markoldendorf wurden in diesem Zusammenhang aufgelöst.
Auf Grund zurückgehender Finanzmittel, aber auch der geringer werdenden Zahl von Priestern und Kirchenmitgliedern erfolgte 2009 im Bistum Hildesheim eine Einstufung aller Kirchen nach ihrer künftigen Notwendigkeit. Damals wurde die Heilig-Geist-Kirche als „für die pastorale Entwicklung nicht unbedingt notwendig“ angesehen, aber es bestand kein Anlass, die Kirche zu schließen.
Nachdem der letzte ortsansässige Pfarrer im Jahre 2010 das Pfarrhaus verlassen hatte, war es noch von 2015 bis 2020 von einer Flüchtlingsfamilie aus Syrien bewohnt.
Nachdem die Zahl der Katholiken in der Einbecker Pfarrei St. Josef zurückgegangen war, erfolgte im Oktober 2020 der Beschluss, die Kirche zu profanieren, was am 24. Februar 2022 nach einer letzten Heiligen Messe durch Bischof Heiner Wilmer erfolgte. Das Altarkreuz kam in die St.-Josef-Kirche in Einbeck. Die Orgel wurde an die evangelische Adventskirche in Sinzig (Rheinland-Pfalz) verschenkt und 2022 dort wieder aufgebaut. Das Grundstück mit der Kirche und dem Pfarrhaus soll zum Verkauf angeboten werden. Die nächstgelegenen katholischen Kirchen sind heute St. Josef in Einbeck und St. Michael in Dassel in rund sechs Kilometer Entfernung.

## Architektur
Das Kirchengebäude steht auf dem Grundstück Wellerser Straße 2 in der ehemaligen Ortschaft Oldendorf, die früher ein selbstständiges Dorf war, bis sie 1939 in den damals noch selbstständigen Flecken Markoldendorf eingemeindet wurde. Die Kirche wurde als Fertigteilkirche nach Plänen des Diözesanbauamtes unter der Leitung von Josef Fehlig errichtet. Sie war die erste Kirche im Bistum Hildesheim, die aus Betonfertigteilen erbaut wurde. In dieser Bauweise folgten unter anderem 1968 die Kirchen St. Maria Königin vom hl. Rosenkranz in Bleckede und Maria Königin der Apostel in Coppenbrügge. Der Zugang zur Kirche erfolgt durch den kreuzbekrönten Turm. Auf dem Grundstück steht auch ein freistehendes Pfarrhaus.
Die Orgel wurde in sechsjähriger Freizeit-Eigenarbeit durch den Organisten gebaut und 1992 eingeweiht. Das Instrument verfügt über 11 Register auf zwei Manualen und Pedal.